# Віденський документ
Віденський документ — міжнародна угода держав-учасниць Організації з безпеки і співробітництва в Європі, яка призначена для реалізації заходів довіри і безпеки в регіоні.
Положення Віденського документу включають щорічний обмін військовою інформацією про сили, розташовані на територіях країн-учасників, повідомлення військового характеру для зменшення ризику, включаючи консультації про незвичайну військову діяльність і небезпечні інциденти, попередні повідомлення щодо певних видів військової діяльності, спостереження за певними видами військової діяльності, обов'язкову демонстрацію нових зразків основних систем озброєння та військової техніки, що надходять на озброєння збройних сил держав-учасниць, обмін щорічними планами і дотримання них з візитами-перевірками військових сил країн-учасниць і оцінками таких візитів. Цей обмін інформацією відрізняється від угоди про Глобальний обмін військовою інформацією в тому, що дія угоди Віденського документу обмежується розташуванням військових сил в Європі, у той час як Глобальний обмін військовою інформацією ставиться до всіх сил держав-учасниць, де б ці сили не були розташовані. Щорічний обмін інформацією ведеться у Відні, Австрія, в грудні кожного року одночасно з обміном інформацією в рамках «Договору про звичайні збройні сили в Європі». Віденський документ періодично переглядався і поточна версія (VDOC11) датується 2011 роком.

## Історія
Наріжним каменем Віденського документа був документ-меморандум на Стокгольмській конференції в 1986 році про заходи зміцнення довіри та безпеки. 17 листопада 1990 року держави-учасники створили на основі цього документа наступний Віденський документ 1990 року (VDOC90). У 90-х роках Віденський документ переглядався й коригувався тричі (1992, 1994 і 1999). Наразі діє VDOC11, повністю заснований на попередньому документі, який був прийнятий на засіданні Ради міністрів ОБСЄ у Вільнюсі 6 грудня 2011. Він містить деякі технічні доповнення порівняно з VDOC99. У 2012 та 2013 роках були прийняті деякі незначні поправки. Конкретні пропозиції щодо змін готують національні зовнішньополітичні відомства спільно з органами, які безпосередньо опікуються питаннями контролю над звичайними озброєннями. Під час роботи враховується практичний досвід його імплементації, насамперед — проведення інспекцій зазначеного району та відвідувань з оцінки наданої інформації.

## Україна як учасник договору
В Україні завдання щодо забезпечення інспекційної діяльності за міжнародними договорами та угодами у сфері контролю над звичайними озброєннями покладено на Генеральний штаб Збройних Сил України. Безпосередніми робочими органами є Управління верифікації та підпорядковані йому регіональні центри забезпечення реалізації договорів.
У березні-квітні 2014 року сепаратистами та російськими диверсантами-терористами в Слов'янську були захоплені разом із працівниками СБУ України також кілька військових спостерігачів, яких сепаратисти оголосили «шпигунами НАТО» та військовополоненими. Візит спостерігачів відбувався за ініціативою України відповідно до статті ІІІ Віденського Документа 2011 року (VDOC11), яка передбачає добровільне запрошення військових інспекторів із країн учасників ОБСЄ для розсіювання підозр з приводу незвичайної військової діяльності.